# Borna Gojo
Borna Gojo (n. 27 februarie 1998, Split, Croația) este un jucător croat de tenis. Cea mai bună clasare a sa la simplu este locul 102 mondial, obținut la 8 mai 2023. De asemenea, are cea mai bună clasare din carieră la dublu este locul 394 mondial, obținut la 17 ianuarie 2022. În prezent, este numărul 2 în clasamentul jucătorilor croați.